# Epsilon Equulei
Epsilon Equulei (ε Equulei, förkortat Epsilon Equ, ε Equ) som är stjärnans Bayerbeteckning, är en dubbelstjärna belägen i den sydvästra delen av stjärnbilden Lilla hästen. Den har en kombinerad skenbar magnitud på 5,23 och är svagt synlig för blotta ögat där ljusföroreningar ej förekommer. Baserat på parallaxmätning inom Hipparcosuppdraget på ca 18,5 mas, beräknas den befinna sig på ett avstånd på ca 180 ljusår (ca 54 parsek) från solen.

## Egenskaper
Primärstjärnan Epsilon Equulei A är en gul till vit stjärna i huvudserien av spektralklass F5 V. Den har en radie som är ca 3,5 gånger större än solens och utsänder från dess fotosfär ca 19 gånger mera energi än solen vid en effektiv temperatur på ca 6 450 K. 
Dubbelstjärnans omloppstid är cirka 101,5 år. Även om den genomsnittliga separationen mellan de två stjärnorna är ungefär 0,64 bågsekunder har omloppet en anmärkningsvärt stor excentritet på 0,705. De två stjärnorna passerade sin apsis 1920.  Slutligen anses att Epsilon Equulei A kan vara en spektroskopisk dubbelstjärna med en omloppsperiod på 2,03133 dygn.
Ca 10 bågsekunder från A och B ligger Epsilon Equulei C (HIP 103571), med en skenbar magnitud på 7,35. Den är en annan stjärna i huvudserien av spektraltyp F, och baserat på dess liknande rörelse med A och B genom rymden antas den vara fysiskt kopplad till dessa.